# Konvoi
 (janvier 2015).
Si vous disposez d'ouvrages ou d'articles de référence ou si vous connaissez des sites web de qualité traitant du thème abordé ici, merci de compléter l'article en donnant les références utiles à sa vérifiabilité et en les liant à la section « Notes et références ».

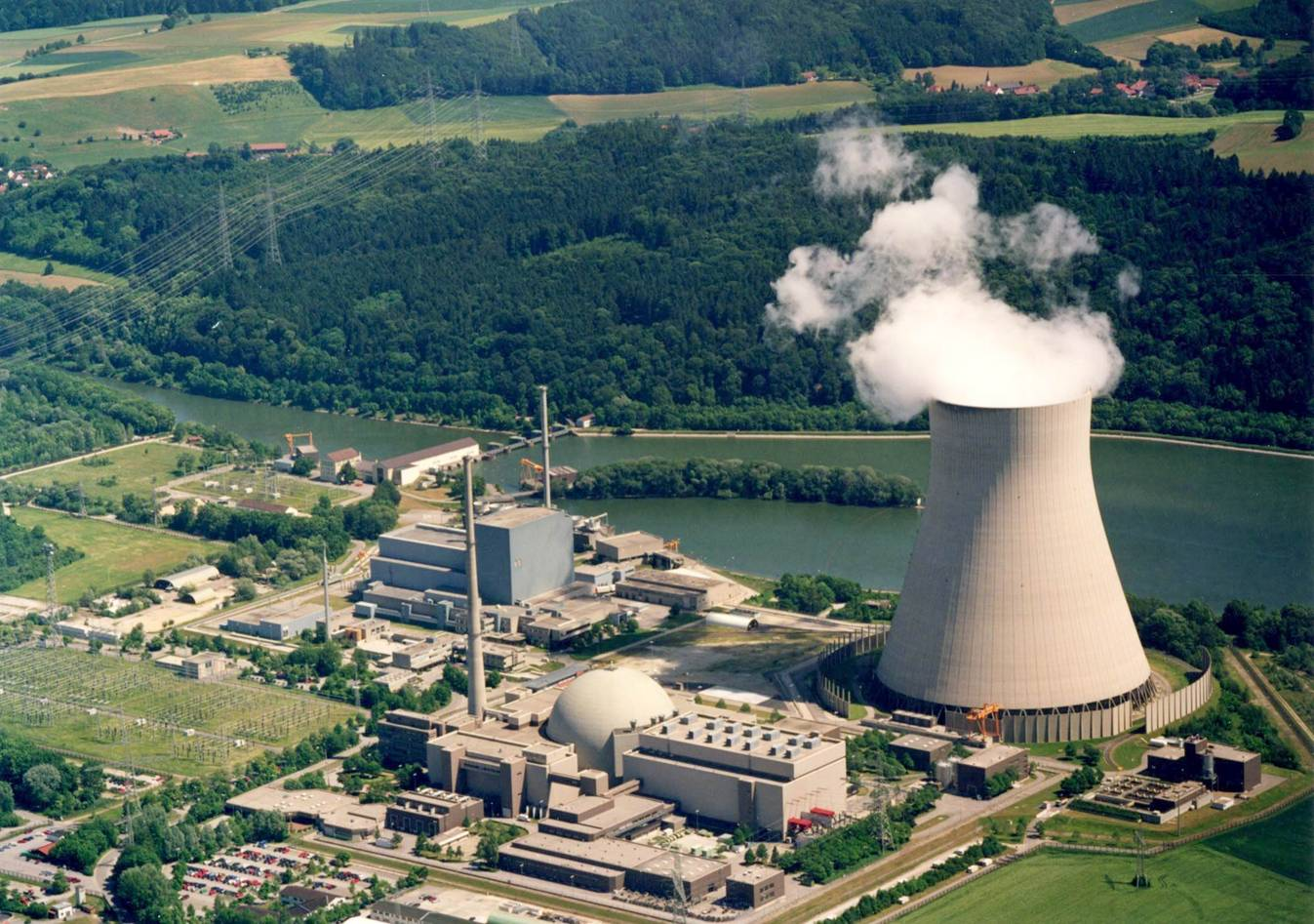
La centrale nucléaire de type Konvoi Isar 2 avec sa tour de refroidissement de 165 m.

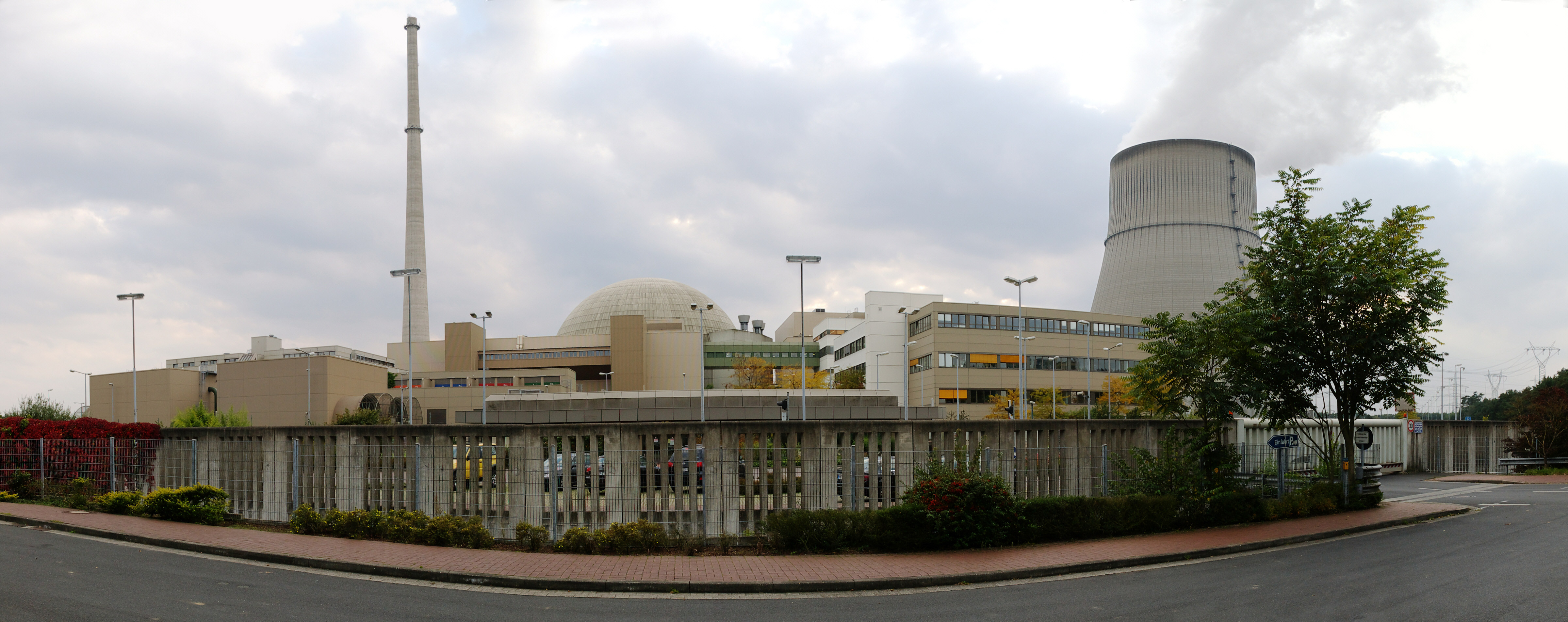
La centrale nucléaire de type Konvoi Emsland avec sa tour de refroidissement de 152 m.

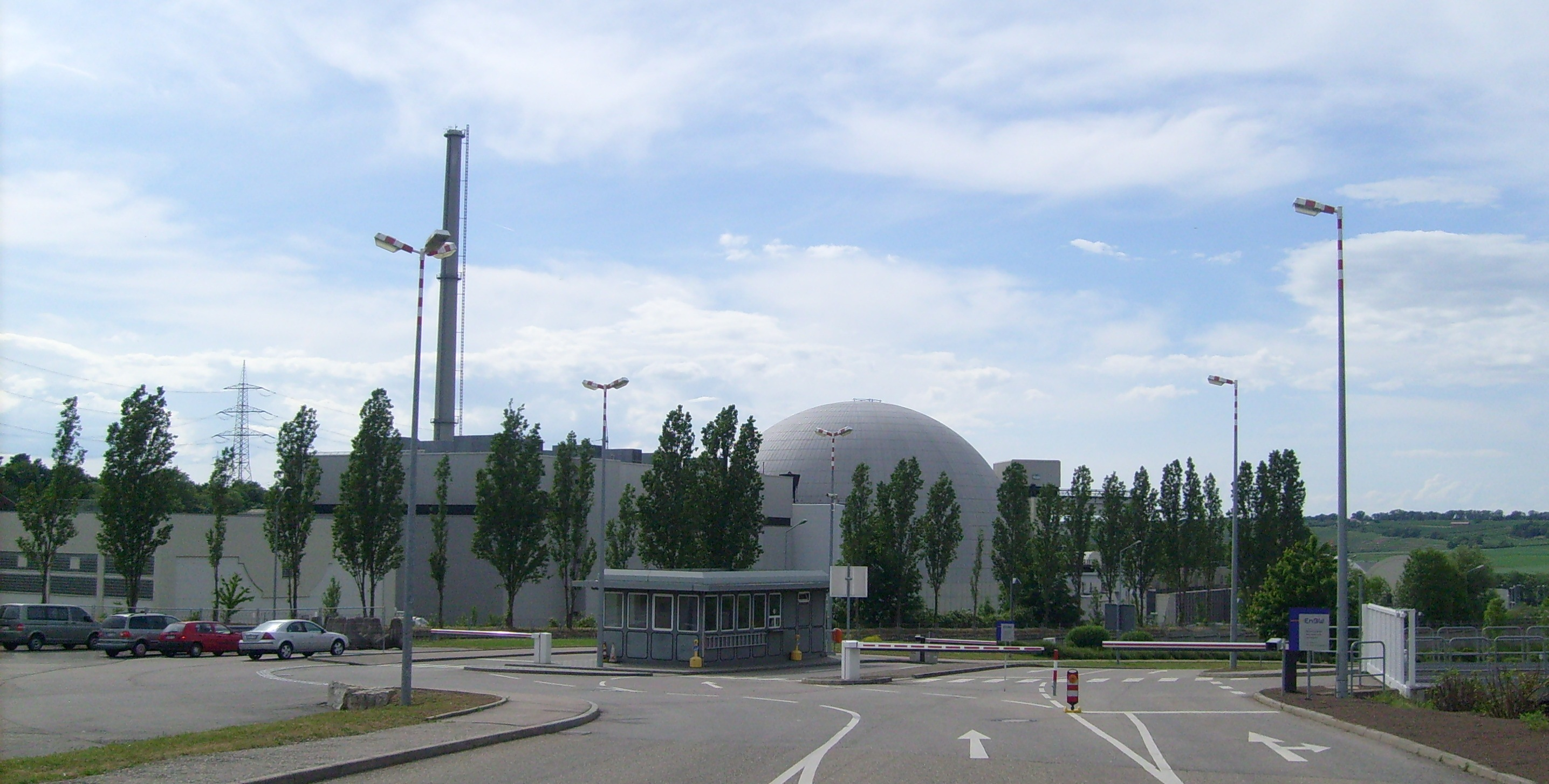
La centrale nucléaire de type Konvoi Neckarwestheim 2.

Le « Konvoi » est un modèle de réacteur nucléaire à eau pressurisée (REP) d'une puissance électrique de 1300 mégawatts. Entre 1981 et 1989, la société  Kraftwerk Union (KWU) a équipé de réacteurs de type Konvoi les centrales nucléaires allemandes suivantes :
- centrale nucléaire Isar : réacteur Isar 2 ;
- centrale nucléaire d'Emsland : réacteur Emsland ;
- centrale nucléaire de Neckarwestheim : réacteur Neckarwestheim 2.

L'architecture de ce type de réacteur est une évolution des réacteurs à eau pressurisée de type « pré-Konvoi » construits par la société KWU.
La société KWU a imaginé ce concept de « convoi » de réacteurs standardisés de façon à simplifier l’obtention des autorisations d’exploitation. Ce concept est similaire au concept de « palier » utilisé en France par les sociétés EDF et Framatome.
Toutefois, l’objectif d'une standardisation des réacteurs Konvoi a échoué à cause de la structure fédérale du système de certification allemand. Les exigences émises par les organismes de certification fédéraux compétents ont conduit essentiellement à des différences dans la configuration des équipements mis en place.

## Développements ultérieurs
Le développement des technologies de la série de réacteurs « Konvoi » s’est ensuite poursuivi au travers d’une coopération entre Siemens Nuclear Power et Framatome ANP. Cette coopération déboucha sur la conception du réacteur pressurisé européen (European Pressurized Reactor ou EPR) qui combine des technologies issues des réacteurs « Konvoi » allemands et des réacteurs du palier N4 français.
Dans le même temps, les technologies « Konvoi » ont été intégrées dans les réacteurs KWU plus anciens lors de leur modernisation.
La conception du réacteur pressurisé européen a été dans un premier temps réalisée dans le cadre de la filiale commune Framatome-Siemens appelée Nuclear Power International (NPI). Cette coopération s’est poursuivie ensuite par la fusion en 1999 des activités nucléaires de Framatome et de Siemens. Le capital de la nouvelle société appelée Framatome ANP étant détenu à 66 % par Framatome et à 34 % par Siemens.

## Caractéristiques principales
Parmi les caractéristiques principales des réacteurs « Konvoi » on peut citer l’absence de pénétrations dans le fond de la cuve pour les dispositifs de mesure de flux dans le cœur.
Une autre caractéristique est la structure particulière de l’enceinte de confinement : une sphère métallique enveloppe l’ensemble du circuit primaire et la piscine de stockage du combustible. Cette forme sphérique permettrait en cas d’accident de mieux résister à l’augmentation de pression dans l’enceinte de confinement. Cette enceinte en acier est elle-même contenue dans un bâtiment en béton armé en forme de coupole sphérique posée sur un cylindre.